# استیل‌دیژیتوکسین
استیل‌دیژیتوکسین (به انگلیسی: Acetyldigitoxin) یک گلیکوزید قلبی است. این ترکیب یک مشتق استیل از دیژیتوکسین است که در برگ‌های گونه Digitalis یافت می‌شود. برای درمان نارسایی قلبی، به ویژه نارسایی قلبی که با تاکی کاردی همراه است، استفاده می‌شود.